# Dialektkontinuum
| Kontinentalwestgermanisches Dialektkontinuum um 1900 (nach Wiesinger & König) mit den folgenden dialektalen Großgruppen: Niederfränkisch 1. Zentralniederländische Mundarten 2. Westflämisch 3. Brabantisch 4. Limburgisch 5. Niederrheinisch (deutsche Dachsprache) Friesisch 6. Westfriesisch (westfriesische Dachsprache) 7. Saterländisch 8. Nordfriesisch Niederdeutsch-Niedersächsisch 9. Overijssels (niederländische Dachsprache) 10. Gronings (niederländische Dachsprache) 11. Westfälisch 12. Nordniedersächsisch 13. Ostfälisch 14. Mecklenburgisch-Vorpommersch 15. Brandenburgisch 16. Mittelpommersch 17. Ostpommersch 18. Niederpreußisch Mitteldeutsch 19. Ripuarisch 20. Luxemburgisch 21. Moselfränkisch 22. Rheinfränkisch 23. Zentralhessisch 24. Nordhessisch 25. Osthessisch 26. Thüringisch 27. Nordobersächsisch 28. Südmärkisch 29. Obersächsisch 30. Schlesisch 31. Hochpreußisch Oberdeutsch 32. Oberfränkisch 33. Nordbairisch 34. Zentralbairisch 35. Südbairisch 36. Schwäbisch 37. Niederalemannisch 38. Mittelalemannisch 39. Hochalemannisch 40. Höchstalemannisch Ehemaliges deutsches Sprachgebiet in Ostmitteleuropa: seit 1945/50 praktisch nicht mehr existent |

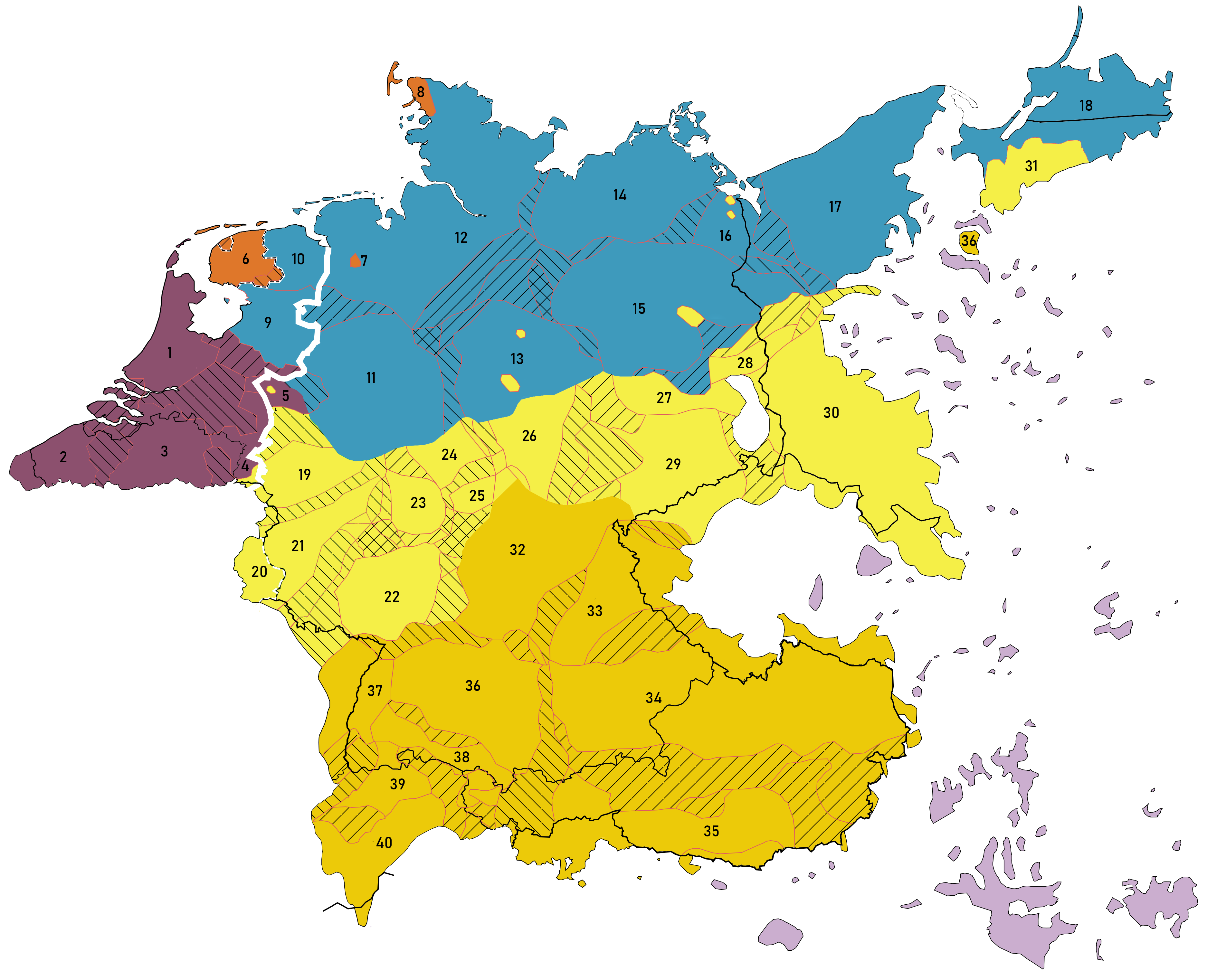

Unter einem Dialektkontinuum wird in der Dialektologie eine Kette von Dialekten verstanden, innerhalb derer sich nach innersprachlichen strukturellen Kriterien keine eindeutigen Grenzen ziehen lassen, da zumindest zwei geographisch oder sozial benachbarte Dialekte jeweils gegenseitig verständlich sind.

## Geographische Dialektkontinua
Meist wird der Begriff Dialektkontinuum im Sinne eines geographischen Dialektkontinuums verwendet, eines zusammenhängenden geographischen Raums, in dem miteinander verwandte Dialekte gesprochen werden, zwischen denen sich nach innersprachlichen strukturellen Kriterien keine eindeutigen Grenzen ziehen lassen, da sie zwar durch zahlreiche Isoglossen voneinander getrennt werden, die Isoglossen für unterschiedliche sprachliche Erscheinungen jedoch im Allgemeinen nicht an derselben Stelle verlaufen.
Die Dialekte verändern sich von einem Ort zum Nachbarort meist nur leicht, so dass immer eine Kommunikation mit den Sprechern in der unmittelbaren Umgebung problemlos möglich ist. Je größer die Distanz zwischen den Orten wird, umso größer werden die Unterschiede und entsprechend wird die Kommunikation schwieriger, bis ab einer gewissen örtlichen Distanz gar keine Kommunikation auf basilektaler Basis mehr möglich ist.
Dialektgebiete sind Teil eines Dialektkontinuums und haben sich durch geographische Isolation und damit durch Ausprägung der örtlichen Kommunikation entwickelt. (Man vergleiche auch den verwandten, aber nicht identischen Begriff Dialektcluster.)

## Geographische Dialektkontinua und Dachsprachen
Da eine eindeutige Gliederung in mehrere Einzelsprachen auch bei größeren geographischen Dialektkontinua nach rein innersprachlichen strukturellen Kriterien nicht möglich ist, orientieren sich die konstruierten Einteilungen gewöhnlich auch an politischen oder kulturellen Grenzen, die zur Verwendung unterschiedlicher Dachsprachen in unterschiedlichen Gebieten geführt haben. Haben sich die Verbreitungsgebiete der Dachsprachen im Laufe der Zeit geändert oder ist deren Status selbst umstritten, so können sich damit unterschiedliche Konstrukte von Einordnungen derselben Dialekte ergeben.
Verfügen weit voneinander entfernt liegende Dialekte eines Dialektkontinuums über eine gemeinsame Dachsprache, spricht man auch bei nicht gegenseitig verständlichen Varietäten meist von Dialekten derselben Sprache. Dialektsprecher, die der Dachsprache mächtig sind, leben in einer sprachlichen Situation, die man als Diglossie bezeichnet.

## Soziale Dialektkontinua
Neben geographischen Dialektkontinua gibt es auch soziale Dialektkontinua zwischen basilektalen und akrolektalen Sprachvarietäten, die in demselben geographischen Raum gesprochen werden. Hier können sich Basilekt und Akrolekt bis zur gegenseitigen Unverständlichkeit voneinander unterscheiden, jedoch existiert dazwischen eine Kette von Varietäten, die Merkmale des Basilekts und des Akrolekts in unterschiedlichem Ausmaß miteinander mischen, so dass eine eindeutige Trennung der Varietäten nicht möglich ist.

## Beispiele für großräumige geographische Dialektkontinua

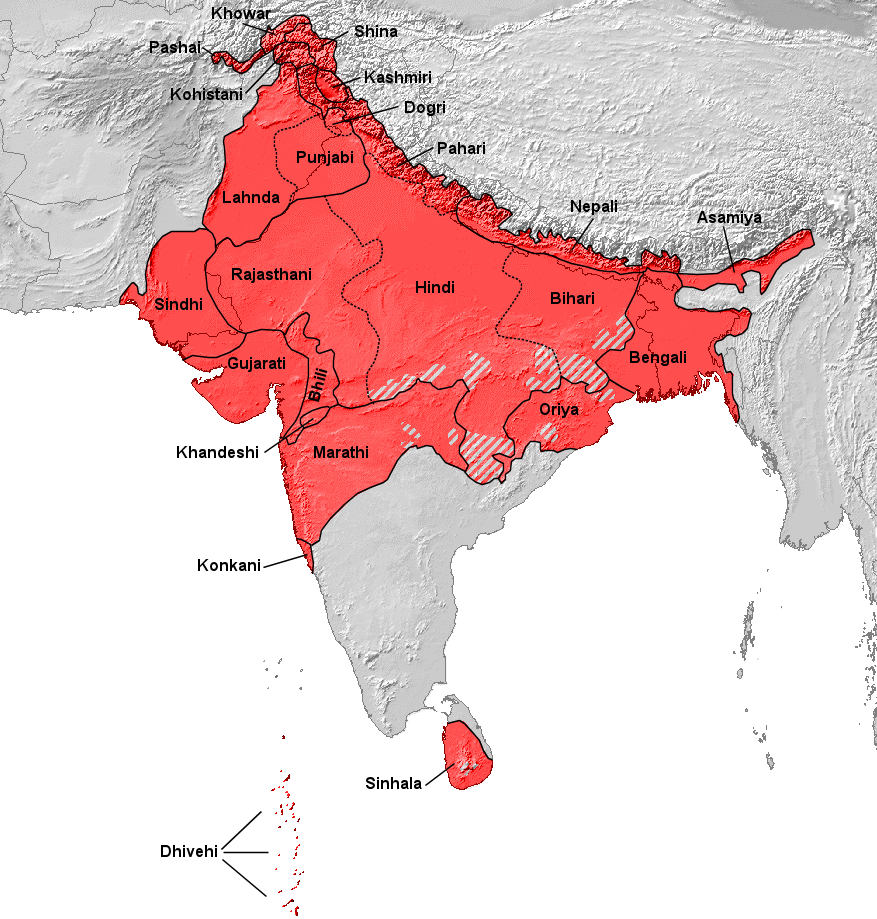
Nordindisches Dialektkontinuum mit Singhalesisch außerhalb des Kontinuums

- Das kontinentalwestgermanische Dialektkontinuum,[7] von einigen Sprachwissenschaftlern nach den überdachenden Literatursprachen auch als deutsch-niederländisches Dialektkontinuum bezeichnet, umfasst die hochdeutschen  (oberdeutschen, mitteldeutschen,) niederdeutschen, niederfränkischen und westfriesischen Dialekte in einem zusammenhängenden Gebiet Mittel- und Westeuropas. Eine niederländische Studie kam allerdings zu dem Schluss, dass die deutsch-niederländische Staatsgrenze im Fall der kleverländischen Dialekte inzwischen zu einer scharfen Sprachgrenze geworden sei.[8]
- Zur Zeit des Altenglischen bildete auch das Englische ein Dialektkontinuum mit den westgermanischen Sprachen auf dem Festland, die Dialektsprecher auf dem Festland und der Insel konnten sich mündlich wie schriftlich miteinander verständigen. Aber nach der normannischen Eroberung der britischen Inseln (1066) haben sich die altenglischen und kontinentalen Dialekte, auch durch die geografische Trennung stark gefördert, so weit auseinanderentwickelt, dass dieses einstige Dialektkontinuum nicht mehr existiert. Allerdings erinnern noch heute viele Ortsnamen in England an die Besiedlung durch Sachsen und Angeln.
- Das festlandskandinavische Dialektkontinuum[9] umfasst heute Dänisch, Schwedisch und die zahlreichen Dialekte des Norwegischen. Die inselnordischen Sprachen Färöisch und Isländisch bildeten noch im Mittelalter ein Dialektkontinuum mit den skandinavischen Sprachen des Festlandes, das heute jedoch infolge der langen Trennung nicht mehr vorhanden ist.
- Die (westlichen) romanischen Sprachen[10] zwischen Atlantik, Adria und Ärmelkanal (Portugiesisch, Galicisch, Asturisch, Spanisch, Katalanisch, Okzitanisch, Französisch, Rätoromanisch, Italienisch, Sardisch) bilden ein Dialektkontinuum. Am Übergang zwischen den übrigen Sprachen und dem Französischen zerbricht dieses aber gegenwärtig, da die vom Standardfranzösischen verschiedenen autochthonen galloromanischen Sprachen in Frankreich und der Romandie (Okzitanisch, Frankoprovenzalisch und periphere Oïl-Sprachen) zum großen Teil vom Standardfranzösischen verdrängt wurden und deshalb vom Aussterben bedroht sind.
- Das nordslawische Dialektkontinuum,[11] das die westslawischen Sprachen Tschechisch, Slowakisch und Polnisch und die ostslawischen Sprachen Ukrainisch, Russisch und Belarussisch umfasst.
- Die südslawische Sprache[12] Slowenisch bildet ein gemeinsames Sprachgebiet mit dem Kroatischen, Bosnischen und Serbischen (Dialektkontinuum Serbokroatisch mit den Dialektgruppen Kajkavisch, Štokavisch, Čakavisch und Torlakisch – die ersten drei benannt nach dem Wort für „was“ – sowie [als Untergruppen von Štokavisch] Ekavisch, Ijekavisch und Ikavisch – benannt nach der Aussprache des altslawischen Lautes jat [*ě]), dem Mazedonischen, Ägäis-Mazedonischen und Bulgarischen.
- Ein weiteres klassisches Dialektkontinuum stellen die neuindoarischen Sprachen abgesehen vom Singhalesischen dar, das neben der gleichen Ausgangssprache auch durch diverse Wanderungsbewegungen und damit verbundenen Durchmischungsprozessen im kaum durch natürliche Barrieren zerteilten indischen Kernland zustande gekommen ist.
- Das arabische Sprachgebiet umfasst die Staaten von Marokko bis zum Irak, begrenzt von der Sahara im Süden, dem Atlantik im Westen, dem Mittelmeer im Norden sowie dem Türkischen, Kurdischen, Lurischen und Persischen im Osten.
- Das Quechua-Sprachgebiet umfasst die Sprachen Quechua I, II a, II b und II c mit zahlreichen Untervarianten im westlichen Südamerika.
- Die Sprachen der Eskimos bilden ein Dialektkontinuum vom östlichsten Sibirien bis nach Grönland. Sie werden oft zusammenfassend als Inuktitut bezeichnet.